# L.O.C.

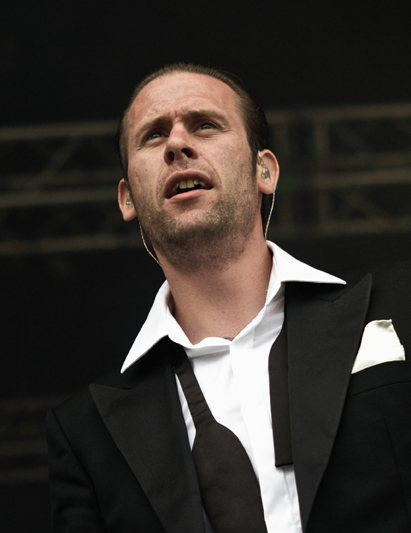
L.O.C. (2009)

L.O.C. (* 10. Juli 1979 als Liam Nygaard O’Connor in Aarhus) ist ein dänischer Rapper.

## Biografie
Liam O’Connor wurde 1979 als Sohn von Susan Nygaard O’Connor und dem Iren Dermot O’Connor im dänischen Aarhus geboren. Mitte der 1990er Jahre gründete er zusammen mit Chadi Abdul-Karim (C.A.K.) die Gruppe Alzheimer Klinikken. Zusammen veröffentlichten sie Respekten Stinker und Første Træk. Durch diese Alben wurden andere Rapper wie Jokeren auf das Duo aufmerksam.
Nach der Auflösung von Alzheimer Klinikken arbeitete L.O.C. mit U$O (Ausamah Saed) und N.I.S. (Marc Johnson) zusammen. Unter dem Namen B.A.N.G.E.R.S. produzierten sie eine auf 300 Stück limitierte EP mit dem Titel V.I.P. Drei Jahre später bildete L.O.C. mit U$O und Suspekt F.I.P. (Full Impact Productions). Mit F.I.P. produzierte er 2001 das Soloalbum Dominologi, das unter anderem die Stücke Absinthe und Drik Din Hjerne Ud enthält.
Sein zweites Album Inkarneret wurde 2003 dank Pop Det Du Har, De Bitches, Undskyld und Hvem ein Hit. 2005 veröffentlichte er mit Cassiopeia das letzte Album der Trilogie. Dank 'Frk. Escobar', De Sidste Tider, Du Gør Mig und Få Din Flask’ På wurde auch dieses Album ein Erfolg. Sein letztes Album Melankolia/XxxCouture enthält unter anderem die Stücke XxxCouture, Hvorfor Vil Du Ikk und Superbia.
Im September 2009 präsentierte L.O.C. zusammen mit Emil Simonsen, Andreas Duelund, Rune Rask und Jonas Vestergaard unter dem Namen 'Selvmord' (Selbstmord) die Single 'Råbe Under Vand'. Im November 2009 veröffentlichten sie das Selvmord betitelte Album. In den Texten geht es um unglückliche Liebe und zeitlose Narben. Der Titel wurde wie folgt erläutert: „Der Selbstmord eines Mannes beginnt in dem Moment, in dem er sich verliebt.“ Im März 2011 wurde das fünfte Studioalbum Libertiner veröffentlicht. Ende 2011 war L.O.C. als Coach an der Castingsendung Voice - Denmarks største stemme (Dänemarks größte Stimme) beteiligt. Er ist mit der dänischen Schauspielerin Julie R. Ølgaard verheiratet.

## Diskografie

### Alben
| Jahr | Titel                              | Höchstplatzierung, Gesamtwochen, AuszeichnungChartsChartplatzierungen (Jahr, Titel, Platzierungen, Wochen, Auszeichnungen, Anmerkungen) | Anmerkungen |
| Jahr | Titel                              | DK | Anmerkungen |
| ---- | ---------------------------------- | --- | --- |
| 2001 | Dominologi                         | DK32 ×2Doppelplatin · (1 Wo.)DK | Erstveröffentlichung: 12. Oktober 2001 Charteinsiteg erst 2021 nach Vinyl-Wiederöffentlichung |
| 2003 | Inkarneret                         | DK6 ×4Vierfachplatin · (40 Wo.)DK | Erstveröffentlichung: 28. April 2003 |
| 2005 | Cassiopeia                         | DK1 ×5Fünffachplatin · (37 Wo.)DK | Erstveröffentlichung: 12. September 2005 |
| 2008 | Melankolia / XXXCouture            | DK1 ×4Vierfachplatin · (41 Wo.)DK | Erstveröffentlichung: 17. März 2008 |
| 2011 | Libertiner                         | DK1 Platin · (50 Wo.)DK | Erstveröffentlichung: 14. März 2011 |
| 2012 | Prestige, Paranoia, Persona Vol. 1 | DK7 Gold · (10 Wo.)DK | Erstveröffentlichung: 30. April 2012 |
| 2012 | Prestige, Paranoia, Persona Vol. 2 | DK1 Platin · (19 Wo.)DK | Erstveröffentlichung: 1. Oktober 2012 |
| 2013 | Sakrilegium                        | DK1 Platin · (17 Wo.)DK | Erstveröffentlichung: 30. Januar 2014 |
| 2013 | Grand Cru                          | DK2 (9 Wo.)DK | Erstveröffentlichung: 31. Dezember 2014 EP |
| 2016 | Anno XV                            | DK1 Platin · (19 Wo.)DK | Erstveröffentlichung: 28. Oktober 2016 |
| 2019 | Ekkokammer                         | DK6 (3 Wo.)DK | Erstveröffentlichung: 25. Oktober 2019 |
| 2021 | Fuck L.O.C.                        | DK20 (5 Wo.)DK | Erstveröffentlichung: 24. September 2021 das Album stieg dreimal in die Charts ein: das Original im Juni (Platz 25), die 12-Track-Version im August (Platz 27) und die 15-Track-Version im Oktober (Platz 20) |

### Singles
| Jahr | Titel Album                                      | Höchstplatzierung, Gesamtwochen, AuszeichnungChartsChartplatzierungen (Jahr, Titel, Album, Platzierungen, Wochen, Auszeichnungen, Anmerkungen) | Anmerkungen                            |
| Jahr | Titel Album                                      | DK | Anmerkungen                            |
| ---- | ------------------------------------------------ | --- | -------------------------------------- |
| 2008 | XXXCouture Melankolia / XXXCouture               | DK2 Platin · (23 Wo.)DK | Erstveröffentlichung: 22. Februar 2008 |
| 2008 | Hvorfor vil du ikk? Melankolia / XXXCouture      | DK11 Gold · (10 Wo.)DK |                                        |
| 2008 | Superbia Melankolia / XXXCouture                 | DK15 (11 Wo.)DK |                                        |
| 2011 | Ung for evigt Libertiner                         | DK2 Platin (Streaming) · (10 Wo.)DK |                                        |
| 2011 | Libertiner                                       | DK23 (1 Wo.)DK | feat. Johan Olsen                      |
| 2011 | Momentet Libertiner                              | DK3 ×2Platin + Doppelplatin (Streaming) · (36 Wo.)DK                                                                                           | feat. Johan U$O                        |
| 2011 | Langt ude Libertiner                             | DK22 Platin (Streaming) · (5 Wo.)DK |                                        |
| 2012 | Noget dumt Prestige, Paranoia, Persona Vol. 1    | DK3 ×2Gold + Doppelplatin (Streaming) · (13 Wo.)DK                                                                                             |                                        |
| 2012 | Helt min egen Prestige, Paranoia, Persona Vol. 2 | DK1 ×2Platin + Doppelplatin (Streaming) · (23 Wo.)DK                                                                                           |                                        |
| 2014 | Marquis Sakrilegium                              | DK1 Platin (Streaming) · (8 Wo.)DK | Erstveröffentlichung: 6. Januar 2014   |
| 2016 | Ti fod høj –                                     | DK22 (2 Wo.)DK | Erstveröffentlichung: 28. Oktober 2016 |
| 2019 | Drømmen er vores Ekkokammer                      | DK17 (2 Wo.)DK | Erstveröffentlichung: 30. August 2019  |

### Gastbeiträge
| Jahr | Titel                      | Höchstplatzierung, Gesamtwochen, AuszeichnungChartsChartplatzierungen (Jahr, Titel, Platzierungen, Wochen, Auszeichnungen, Anmerkungen) | Anmerkungen                                            |
| Jahr | Titel                      | DK | Anmerkungen                                            |
| ---- | -------------------------- | --- | ------------------------------------------------------ |
| 2007 | Hospital Roskilde 07.07.07 | DK1 ×2Doppelplatin · (21 Wo.)DK | Nephew feat. L.O.C.                                    |
| 2009 | Kun for dig –              | DK1 Gold · (11 Wo.)DK | Erstveröffentlichung: 3. Juli 2009 Medina feat. L.O.C. |
| 2014 | Karma Din for evigt        | DK1 ×3×2Dreifachplatin + Doppelplatin (Streaming) · (24 Wo.)DK                                                                          | Burhan G feat. L.O.C.                                  |

## Auszeichnungen für Musikverkäufe
| Goldene Schallplatte - Dänemark - 2012: für das Streaming Sgmd - 2013: für das Streaming Frk. Escobar - 2013: für das Streaming Du Gør Mig - 2022: für das Lied Drik Din Hjerne Ud - 2023: für das Lied Få Din Flask På - 2023: für das Lied Hele Tiden - 2024: für das Lied Milkshake - 2024: für das Lied Paradis Brænder - 2024: für das Lied Stikkersvin | Platin-Schallplatte - Dänemark - 2022: für das Lied Undskyld 2× Platin-Schallplatte - Dänemark - 2016: für das Album Dominologi - 2023: für das Lied Frk. Escobar - 2025: für das Lied Du Gør Mig |

Anmerkung: Auszeichnungen in Ländern aus den Charttabellen bzw. Chartboxen sind in ebendiesen zu finden.
| Land/RegionAuszeichnungen für Musikverkäufe (Land/Region, Auszeichnungen, Verkäufe, Quellen) | Gold       | Platin       | Verkäufe  | Quellen     |
| -------------------------------------------------------------------------------------------- | ---------- | ------------ | --------- | ----------- |
| Dänemark (IFPI)                                                                              | 13× Gold13 | 46× Platin46 | 1.660.000 | ifpi.dk DK2 |
| Insgesamt                                                                                    | 13× Gold13 | 46× Platin46 |           |             |